# Вільям Гарріс Кроуфорд
Вільям Гарріс Кроуфорд (англ. William Harris Crawford, 24 лютого 1772 Амгерст, Вірджинія — 15 вересня 1834 Кроуфорд, Джорджія) — американський політик, сенатор, 7-й міністр фінансів США, кандидат в президенти в 1824 році.

## Життєпис
Вільям Кроуфорд народився в окрузі Амгерст, штат Джорджія. У десятирічному віці він, разом з сім'єю, переїжджає в округ Апплінґ, Джорджія. Пізніше, там Кроуфорд працював на фермі і шкільним учителем. У 1799 році, після навчання праву, влаштовується юристом в Лексінгтоні, Джорджія. У 1804 році Кроуфорд був обраний членом Палати представників Джорджії від Демократично-республіканської партії. У 1807 році представляє штат Джорджію в Конгресі США.
У 1812 році, під час Англо-американської війни, президент Джеймс Медісон відправляє Вільяма Кроуфорда послом США в Париж. Сам Кроуфорд був прихильником війни з Великою Британією. У 1815 році Медісон призначив Вільяма військовим міністром США, а в 1816 році міністром фінансів. Після відставки Кроуфорд їде назад до Джорджії, де працював суддею. Після смерті був похований на кладовищі Кроуфорд в Кроуфорді, Джорджія.